# کوستورینو (بلغارستان)
کوستورینو (به بلغاری: Kosturino) یک منطقهٔ مسکونی در بلغارستان است که در شهرستان کیرکوفو واقع شده‌است.